# Die Rückkehr der Killertomaten
Die Rückkehr der Killertomaten (Originaltitel Return of the Killer Tomatoes) ist ein US-amerikanischer Comedy-Science-Fiction-Film von John De Bello aus dem Jahr 1988, der gleichzeitig als Vorlage für die Zeichentrickserie von 1990 diente. Es handelt sich um die Fortsetzung des Films Angriff der Killertomaten. Eine weitere Fortsetzung gab es 1990 mit dem Film Die Killertomaten schlagen zurück. Die Hauptrollen sind besetzt mit Anthony Starke, George Clooney, Karen Mistal, Steve Lundquist und John Astin.

## Handlung
Seit dem „Angriff der Killertomaten“ vor zehn Jahren ist in den Vereinigten Staaten alles ruhig. Einige Überlebende sind von den schrecklichen Ereignissen noch immer so traumatisiert, dass sie sogar den Anblick normaler Tomaten nicht ertragen können. Wilbur Finletter, der etwas schräge Militarist mit Säbel und Fallschirm, hat inzwischen ein Restaurant eröffnet, dessen Spezialität die „Nicht-Tomatensoßen-Pizza“ ist, also tomatenfreie Pizza. 
Die Tomatengefahr ist noch nicht endgültig bezwungen, da der durchtriebene Professor Mortimer Gangreen finstere Pläne schmiedet. Dabei spielt Tara, die große Liebe von Wilburs Neffen Chad, eine wichtige Rolle. Chad hat Glück, dass er in der tomatenfreien Pizzeria untergekommen ist, doch der Albtraum soll auch ihn einholen. Er erfährt, dass die Frau, die er liebt, in Wirklichkeit eine mutierte Killertomate ist und Gangreen sie benutzen will, um die Herrschaft über die Welt zu erlangen. 
Dem Professor ist es gelungen, streng verbotene Experimente mit Tomaten durchzuführen und diese zu Menschen mutieren zu lassen. Dabei war ausgerechnet Tara die Gehilfin des verrückten Professors. Sie floh jedoch zusammen mit ihrem Bruder, einer Fusseltomate, und landete bei Chad. Sie erzählt, dass der Professor eine Tomatenumwandlungskammer entwickelt hat, die an eine Jukebox angeschlossen ist. Unter Verwendung des passenden Liedes könne er so menschliche Klone erschaffen. Verwende er beispielsweise Musik von Michael Jackson, entstehe einen Klon des Sängers, verwende er Musik aus Miami Vice, entstehe ein Klon von Don Johnson und spiele er verführerische Musik, bringe das wunderschöne Frauen hervor. Seine bevorzugte Musik sei jedoch Rockmusik, denn sie lasse Soldaten entstehen. 
Gangreens Diener Igor gelingt es, Tara wieder in seine beziehungsweise in die Gewalt des Professors zu bringen, wobei auch Chad und sein Freund Matt gefangen genommen werden. Chads Onkel Wilbur muss nun erneut tätig werden. Er rekrutiert die Veteranen des einstigen Tomatenkrieges sowie seine Armee aus in Rambo-Krieger verwandelten Killertomaten. Inzwischen versucht Gangreen mit seinen geklonten Soldaten das nahe gelegene Gefängnis anzugreifen, um seinen Verbündeten Jim Richardson zu befreien, der dort einsitzt. Gangreens Plan ist es, diesen mit Hilfe seiner Killertomaten zum Präsidenten der Vereinigten Staaten aufzubauen. Aber auch diesmal erreicht er sein Ziel letztendlich nicht.

## Produktion

### Produktionsnotizen
Bei dem von New World Pictures präsentierten Film handelt es sich um eine Produktion von Four Square Production. Die Dreharbeiten fanden ab dem 22. Juni 1987 in National City, San Diego, Chula Vista und in Seaport Village in Kalifornien statt; weitere Aufnahmen entstanden auf dem Seacoast Natural Foods in San Diego sowie im Gefängnis Richard J. Donovan Correctional Facility in San Diego.
Die Handlung des Films wird immer wieder unterbrochen mit Szenen, in denen Schauspieler um ihr Gehalt feilschen und der Information, dass die Produktion kein Geld mehr habe, um zu Ende gedreht zu werden. Daraufhin folgt der Vorschlag, Produktwerbung in den Film einzuarbeiten, da dies in den Medien inzwischen gängige Praxis sei. Während die Handlung voranschreitet, bewerben Mitwirkende tatsächlich Produkte. 

### Hintergrund
George Clooney, der hier eine seiner ersten Kinorollen spielte, sagte später über den Film, dass ihm beim Gedanken daran übel werde und er, wenn der Film im Fernsehen laufe, sofort abschalten würde. Satirisch äußerte er über das „Tomaten-Dilemma“, immerhin könne er behaupten, im schlechtesten Film aller Zeiten mitgespielt zu haben. Der Film sei so bodenlos, dass man von Anfang bis Ende nur gähne.
Als Gaststar ist der Weltklasse-Schwimmer und Olympiasieger Steve Lundquist in der Rolle des Dieners von Professor Mortimer Gangreens zu sehen.

### Soundtrack
- Main Theme From Return of the Killer Tomatoes von John De Bello und C. J. Dillon
  - Vortrag: Rick Patterson und Neal Fox
- Big Breasted Girls Go To the Beach and take their Tops Off
  - Autoren und Vortrag: Rick Patterson und Neal Fox
- Who Did It?
  - Autoren und Vortrag: Ron Walz, Neal Fox und Rick Patterson
- Love Theme from Return of the Killers Tomatoes
  - Autoren und Vortrag: Rick Patterson und Neal Fox

## Unterschiede zwischen Film und Fernsehserie
In der Zeichentrickserie Angriff der Killertomaten haben die Tomaten Augen und ein Maul. In den Filmen haben sie beides jedoch erst ab Die Killertomaten schlagen zurück. Im Film ist Gangreen Professor, in der Serie ist er Doktor; Chad ist in der Serie ein Teenager, während er im Film schon ein junger Mann ist. Im Film verwandelt sich Tara in eine Tomate, wenn sie eine bestimmte Musik hört. In der Serie passiert dies, wenn sie mit Salz bestreut wird. Bestreut man sie mit Pfeffer, wird der Prozess rückgängig gemacht.

## Weitere Pläne
Im Abspann des Films ist zu lesen, dass ein dritter Teil namens The Killer Tomatoes go to France folgen sollte und die Reihe als Trilogie gedacht sei. Es folgten aber 1990 Die Killertomaten schlagen zurück (Killer Tomatoes Strike Back) und 1991 The Killer Tomatoes eat France, der eigentlich der dritte Teil werden sollte.

## Rezeption

### Veröffentlichung
Premiere hatte der Film am 22. April 1988 in den USA. In Australien startete er am 13. Oktober 1988 und in Brasilien am 31. Oktober 1988. In Japan erschien er im August 1990 auf Video, in Finnland am 1. Mai 2005 auf DVD. Veröffentlicht wurde er zudem in Spanien, Frankreich, Griechenland, Ungarn, Italien, Polen, Portugal, Schweden und in der Sowjetunion. Die in den USA erschienene Video-Box trägt den Titel Return of the Killer Tomatoes: The Sequel.
In der Bundesrepublik Deutschland erfolgte die Erstveröffentlichung im April 1989 auf Video. Am 25. März 2011 erschien der Film mit einer deutschen Tonspur auf DVD, Herausgeber Savoy Film (Intergroove). Beworben wurde er mit den Worten: „Haarsträubende Fortsetzung eines Kultfilms, der den anspruchslos-fröhlichen Unfug des ersten Teils noch überbieten will und dieses auch schafft!!“

### Kritik
Das Lexikon des internationalen Films stellte fest: 

„Haarsträubende Fortsetzung eines Kultfilms, der den anspruchslos-fröhlichen Unfug des ersten Teils noch überbieten will“

Nightmare Horrormovies war der Ansicht, es sei John De Bello wiederum gelungen „ein extrem skurriles Szenario zu entwerfen, das 90 Minuten kurzweilige- und witzige Unterhaltung“ anbiete, an der man „seine wahre Freude haben“ müsse. Rückkehr der Killertomaten zähle zu den „absoluten Klassikern des Trashfilms“, man müsse den Film „einfach gesehen haben“.
Bei Kino.de war man der Meinung, dass die Filmkomödie, die es auf Festivals und in Programmkinos zu Kultstatus gebracht habe, „bei Freunden schriller Unterhaltung gut ankommen“ dürfte.
B Movies Heroes sprach von einer dementen Horrorfilm-Parodie eingetaucht in die Atmosphäre der 80er-Jahre. Es handele sich um einen unprätentiösen kleinen Film, den man sich zwischendurch mal anschauen könne.
Blood Brothers Reviews empfahl, sich den Film nur anzusehen, wenn man bereit sei, die Augen nicht zu verdrehen, und einfach nur Spaß haben wolle, denn dies sei kein Film, der davor zurückschrecke, auf die beste Art und Weise schrecklich zu sein, dies aber mit einem Gefühl des Vertrauens tue, das einen Großteil des Films trage. Die Chemie zwischen der Besetzung stimme einfach, auch das trage dazu bei, dass Return of the Killer Tomatoes eine der besten absurden Komödien überhaupt sei.
Bloody Disgusting meinte, der Film biete so viele tolle Witze und kleine Leckerbissen, dass es unmöglich sei, sie alle auf den ersten Blick zu erfassen. Auch die Schauspielleistungen seien erstklassig. So sei Astin perfekt als Professor Gangreen. Die wahren Stars seien jedoch Starke und Clooney. Die Chemie zwischen ihnen stimme einfach, woraus auch ihr gutes Zusammenspiel resultiere. Die Rückkehr der Killertomaten sei sicher nicht jedermanns Sache, wenn man solche Art Filme aber möge, werden man ihn lieben. Er sei gut gemacht, sehr clever und verführe vom Anfang bis zum Ende zum Lachen.
DVD Beaver schrieb, der Film sei mit einem gesunden Sinn für seine eigene Lächerlichkeit bewaffnet und sich seines Status durchaus bewusst, den bereits der erste Film der Reihe nach sich gezogen habe.
Horror Cult Films sprach zwar von einer dämlichen Science-Fiction-Komödie rund um den Pizzaboten Chad Finletter und seinen besten Freund Matt Stevens, die billig und kitschig, aber auch extrem fröhlich sei. Das niedrige Budget verleihe dem Film eine gewisse sympathische Qualität, die sowohl den Film antreibe als auch den Zuschauer am Bildschirm kleben lasse. Selbstbewusst und ohne Angst, das auch zu zeigen, machten sich die Charaktere und sogar die Filmemacher lustig über das, was sie auf die Kinoleinwand beziehungsweise den Bildschirm zauberten, sogar bis zu dem Punkt, an dem ihnen das Geld ausgehe und sie auf Produktplatzierungen zurückgreifen mussten. Wenn man auf der Suche nach einem Film sei, der richtig Spaß mache, sei dieser allemal sein Geld wert.